# Зорка Поповић Бркић
Поповић Бркић Зорка (Шабац, 1878 — Врњачка Бања, 1915) била је учитељица, болничарка и лекар за време Балканских ратова у Србији.

## Биографија
Зорка Поповић-Бркић родила се у Шапцу 3. марта 1878. године, где је и завршила основну школу и ниже разреде гимназије. Школовање је наставила у Другој београдској гимназији, а 1896. након завршене матуре отишла је у Македонију где је две године радила као учитељица у Солуну, Пљевљу, Водену и Новој Вароши упркос тегобама и ратним условима. 1898. године отишла је на студије медицине у Санкт Петербург. По завршетку студија и промоције запослила се као лекар у шабачкој болници. Осим занимања лекара, држала је предавања у селима Подрињу (регија) женама и саветовала их о позиву мајке и супруге. Била је удата и имала је четворо деце. Након другог пада Шапца у току повлачења ка Албанији, тешко се разболела тако да је послата назад у Врњачку Бању где је услед порођаја и умрла.

## Ратно доба
У току ратова 1912-1913. радила је као управник резервне шабачке војне болнице. 1914. године на дужности ју је затекао и европски рат.
За време евакуације Шапца преживела је бомбардовање, јер је остала са тешким болесницима који нису могли бити евакуисани. Сви ови ратнни услови утицали су веома штетно на Зоркино, до тад беспрекорно, здравље.
Након другог пада Шапца, премештена је у Лесковац, у другу резервну болницу где је радила све до повлачења. На путу до Албаније, у Јаковској клисури тешко се разболела.
Била је укључена у Народну одбрану и многа друга хумана удружења.

## Награде
Одликовала се Орденом Светог Саве трећег степена.